# Nilgiri Süd
Der Nilgiri Süd (engl. Nilgiri South) ist ein Berg im Himalaya in Nepal.
Der Nilgiri Süd besitzt eine Höhe von 6839 m und befindet sich im Westen des Gebirgsmassivs Annapurna Himal. Er bildet die südlichste Erhebung einer Berggruppe, dem Nilgiri Himal. Die Kali-Gandaki-Schlucht verläuft westlich des Nilgiri Süd. Ein Berggrat führt nach Norden zum 4,14 km entfernten Nilgiri Nord (7061 m). Dazwischen liegt der Mittelgipfel des Nilgiri Himal (Nilgiri Central) mit einer Höhe von 6940 m.

## Besteigungsgeschichte
Der Nilgiri Süd wurde von einer japanischen Bergsteigergruppe (Shinshu University Expedition) im Jahr 1978 erstbestiegen. Alle Expeditionsteilnehmer (Taichi Fujimatsu, Hideki Yoshida, Nobuhito Morota, Seiji Tanaka, Yoshiaki Kato und Kazuo Mitsui) erklommen am 10. Oktober 1978 den Gipfel. Die Aufstiegsroute führte über den Miristi-Gletscher und den Ostgrat zum Gipfel.
Die Erstbesteigung über die Südwand gelang im Oktober 2015 den Alpinisten Gerhard Fiegl, Hansjörg Auer und Alexander Blümel.